# Бальза (Куюргазинский район)
Бальза (баш. Балъя, баш. Бальза от названия реки баш. Балоя — сложение "бал" — мёд, медовая + "уя" — долина, медовая долина) — деревня в Куюргазинском районе Республики Башкортостан Российской Федерации. Входит в состав Ленинского сельсовета.

## География

### Географическое положение
В черте деревни начинается р. Бальза, приток реки Белой. 
Расстояние до:
- районного центра (Ермолаево): 25 км,
- центра сельсовета (Бугульчан): 12 км,
- ближайшей ж/д станции (Кумертау): 15 км.

## Население
| 2002 | 2009 | 2010 |
| ---- | ---- | ---- |
| 153  | ↘150 | ↘142 |

Национальный состав
Согласно переписи 2002 года, преобладающая национальность — русские (76 %).